# Trinioboctaiodid
Trinioboctaiodid ist eine anorganische Verbindung des Niobs und des Iods.

## Herstellung
Trinioboctabromid kann durch Reaktion von Niob(V)-iodid mit elementarem Niob bei Temperaturen über 500 °C gewonnen werden oder in einer Transportreaktion direkt aus den Elementen Niob und Iod.

## Eigenschaften
Trinioboctabromid kristallisiert in glänzenden schwarzen Blättchen im hexagonalen Kristallsystem in der Raumgruppe R3m (Raumgruppen-Nr. 166) mit den Gitterparametern a = 7,600 Å und c = 41,715 Å sowie 6 Formeleinheiten pro Elementarzelle. Die Struktur enthält ebenso wie Trinioboctachlorid und Trinioboctabromid Nb3-Einheiten mit kurzen Nb-Nb-Bindungsabständen, die Kristallstruktur ist analog zu der von Trinioboctabromid aber anders als die von Trinioboctachlorid. Die Verbindung weist ein ungepaartes Elektron pro Formeleinheit auf und ist dadurch magnetisch. Chemisch ist die Verbindung recht stabil, sie reagiert bei Raumtemperatur nicht mit Luft, Wasser oder verdünnten Säuren. Bei Normaldruck unter Argon zersetzt sie sich ab 500 °C.